# París-Roubaix 1986
La París-Roubaix 1986 fou la 84a edició de la París-Roubaix. La cursa es disputà el 13 d'abril de 1986 i fou guanyada per l'irlandès Sean Kelly, que s'imposà a l'esprint als seus tres companys d'escapada en l'arribada a Roubaix. Rudy Dhaenens i Adrie van der Poel foren segon i tercer respectivament.
Aquesta fou la segona victòria de Sean Kelly en aquesta clàssica, després de l'aconseguida dos anys abans.

## Classificació final
|    | Ciclista            | Equip                  | Temps      |
| -- | ------------------- | ---------------------- | ---------- |
| 1  | Sean Kelly          | Kas                    | 6h 48' 23" |
| 2  | Rudy Dhaenens       | Hitachi                | + 01"      |
| 3  | Adrie van der Poel  | Kwantum                | m. t.      |
| 4  | Ferdi van den Haute | Skala-Skil             | + 02"      |
| 5  | Ludo Peeters        | Kwantum                | + 1' 29"   |
| 6  | Johan van der Velde | Panasonic              | m. t.      |
| 7  | Marc Sergeant       | Lotto                  | m. t.      |
| 8  | Francesco Moser     | Supermercati Brianzoli | m. t.      |
| 9  | Patrick Versluys    | Fangio                 | m. t.      |
| 10 | Nico Verhoeven      | Skala-Skil             | m. t.      |